# Formiciinae
Formiciinae Carpenter, 1930 è una sottofamiglia estinta di insetti imenotteri della famiglia Formicidae.

## Tassonomia
La sottofamiglia Formiciinae è formata solo da 2 generi fossili:
- Titanomyrma Archibald, Johnson, Mathewes & Greenwood, 2011 †
- Formicium Westwood, 1854 † (collective group name) †